# Siebeldinger Hütte
Die Siebeldinger Hütte (auch Geldmünzhütte) ist eine Schutzhütte des Ortsvereins Siebeldingen/Birkweiler des Pfälzerwald-Vereins (PWV). Der Name Geldmünzhütte leitet sich von der nahe gelegenen Geldmünzquelle ab. Sie bietet keine Übernachtungsmöglichkeit an.

## Lage
Die Hütte befindet sich im Mittleren Pfälzerwald in nordwestlicher Richtung oberhalb des Ortes Eußerthal (195 m ü. NHN), die Hütte liegt in einer Höhe von 344 m ü. NHN.

## Geschichte
Sie wird seit 1973 bewirtschaftet. Mit den anderen Häusern des Pfälzerwaldvereins ist sie seit 2021 mit dem Eintrag Pfälzerwaldhütten-Kultur Bestandteil des Immateriellen Kulturerbes in Deutschland der deutschen UNESCO-Kommission.

## Zugänge und Wanderungen
Die Hütte kann nur zu Fuß erreicht werden. Der kürzeste Zugang erfolgt von einem Wandererparkplatz an der von Eußerthal zum Forsthaus Taubensuhl führenden Fahrstraße. Von Eußerthal durch das Dürrental oder Ramberg kann die Hütte ebenfalls erreicht werden. Die benachbarten Hütten des Pfälzerwaldvereins sind die Pottaschtalhütte und die Walsheimer Hütte. Weitere nahe gelegene Wanderhütten sind das Forsthaus Taubensuhl und die Jung-Pfalz-Hütte. Von der Hütte aus kann der Almersberg mit Aussicht in den Wasgau erwandert werden.